# Santos Pedro, Marta, María Magdalena y Leonardo
Los santos Pedro, Marta, María Magdalena y Leonardo o Cuatro santos es un retablo de óleo sobre lienzo de 1514 de Correggio, ahora en el Museo Metropolitano de Arte de Nueva York. Lo pintó para la iglesia de Santa Maria della Misericordia y muestra a San Pedro, Santa Marta, María Magdalena y Leonardo de Noblat.

## Historia
Se ha vinculado al testamento del notario Melchiorre Fassi del 17 de diciembre de 1517, que dejó como su heredera a la Iglesia de San Quirino en Correggio, a condición de que construyera una capilla con un altar dedicado a los cuatro santos que se muestran en la obra.  Sin embargo, no está claro si el trabajo ya existía, o si fue pintado especialmente para la capilla. Se añadió un codicilo el 29 de agosto de 1528, cambiando como heredera a la Iglesia de San Domenico en el mismo pueblo, con la misma condición.  El 1 de abril de 1538, se agregó un tercer y último codicilo para cambiar a la iglesia de Santa Maria della Misericordia, donde también deseaba ser enterrado, y donde ya poseía una capilla (dedicada a Santa Marta) que tenía un retablo en ella.  No está claro si Correggio pintó la obra después de 1517 o, como es más probable, antes de esa fecha.

## Análisis
Se trata de una sacra conversación inusual, sin la Virgen con el Niño, y con los cuatro santos de pie con sus atributos tradicionales: Pedro con las llaves del Cielo en la diestra, Marta sujetando la correa del pequeño dragón a sus pies, al que ha vencido, María Magdalena con el tarro de ungüentos y Leonardo, patrón de los prisioneros, con hábito monacal y sosteniendo en la mano izquierda unos grilletes. El artista estudió cuidadosamente cómo variar posturas, gestos y miradas, con dos de las figuras mirando hacia abajo (Pedro y Marta), una mirando hacia arriba (Leonardo) y una hacia el espectador (María Magdalena). La leve sonrisa de Magdalena también está basada en el estilo de Leonardo da Vinci, especialmente en la Mona Lisa. Estilísticamente, se puede colocar en los años anteriores a 1517, antes de Madonna y el niño con San Francisco. Los paralelos con el Éxtasis de Santa Cecilia de Rafael, que llegó a Bolonia en 1514-15, también deben considerarse con cautela. La composición simple y compacta en cambio tiene precedentes en otros artistas locales como San Roque, Antonio Abad y Lucía de Cima da Conegliano, que ya estaba en Parma y pertenece a una tradición artística más familiar para Correggio. 